# NGC 73
NGC 73 es una galaxia espiral intermedia que se estima está a unos 350 millones de años luz de distancia en la constelación de Cetus. Fue descubierto por Lewis A. Swift en 1886 y su magnitud es de 13.7.